# Sharma Chin A Foeng
Sharma Chin A Foeng (Paramaribo, 1969), is een Surinaams-Nederlands mediavrouw. Ook heeft ze in de jaren tussen 1985 en 1992 in het Nationaal Ballet Suriname gedanst. Ze heeft gewerkt voor radio en televisie als omroeper, presentator en verslaggever voor SRS , ABC en ATV, en sinds 2003 in Nederland voor Omroep West. Haar biografie staat beschreven in het eerste deel van Suriname beken(d)t van Raul Neijhorst.

## Biografie

### Achtergrond en jeugd
Sharma Chin A Foeng is geboren in Paramaribo en heeft de Nederlandse nationaliteit. Ze is een dochter van Lucia Saleh en beeldend kunstenaar en docent Jules Chin A Foeng. Zij brachten haar de liefde voor kunst en cultuur met de paplepel in. Sinds zijn overlijden in 1983 koesterde ze de wens van een boek over het leven en werk van haar vader. Jaren later, werd dit gerealiseerd in 2013, dankzij kunsthistoricus Paul Faber die hieraan werkte, tot de publicatie in 2016.
Van haar vader kreeg ze het nationalisme mee. Ze werd in de jaren 80 actief in schoolbesturen en werkte mee binnen een netwerk van studentenleiders van verschillende scholen die door het het regime was opgezet. De dag begon in die tijd met een vlaggenparade en er werd geleerd liefde te hebben voor de Surinaamse vlag. Achteraf zegt ze daarover: "Soms denk ik, waren wij geen propagandatool voor Bouterse? Zeker als je kijkt naar wat in de periode daarna gebeurde." Midden jaren 1980 keerde zij zich met andere scholieren tegen het regime en gingen ze de straat op met de leus "Geen brood geen school;" door de importstop waren in die tijd de rekken van de winkels leeg. Een dieptepunt vormde voor haar toen haar school, het J.C. de Miranda Lyceum, binnengevallen werd door militairen die klappen uitdeelden met UZI's. Zelf wist ze zich met vrienden veilig te stellen door een lokaal in te vluchten, de deur op slot te doen en onder de tafels weg te kruipen. Een vriend ging die dag met blauwe ogen en kneuzingen naar huis.
In 1984 werd ze gekozen als voorzitter van het schoolbestuur van het Miranda Lyceum, waarmee ze de hamer overnam van Jörgen Raymann. Ze mocht sindsdien wekelijks een programma maken voor de staatsradiozender SRS. Dit werk beviel haar en ze bleef erna betrokken als parttime omroeper. Enkele jaren later werd ze aangenomen bij de televisiezender ATV. Ze presenteerde verschillende programma's, waaronder ShowBizz Talk en produceerde nieuwe kinderformats en Vakantie TV. Begin jaren 1990 gaf ze regelmatig live verslag van staatsbezoeken aan Suriname. In diezelfde jaren ontwikkelde zij zich in haar vakgebied dankzij cursussen van de Belgische VRT en de Nederlandse Media Academie.

### Danseres en mediavrouw

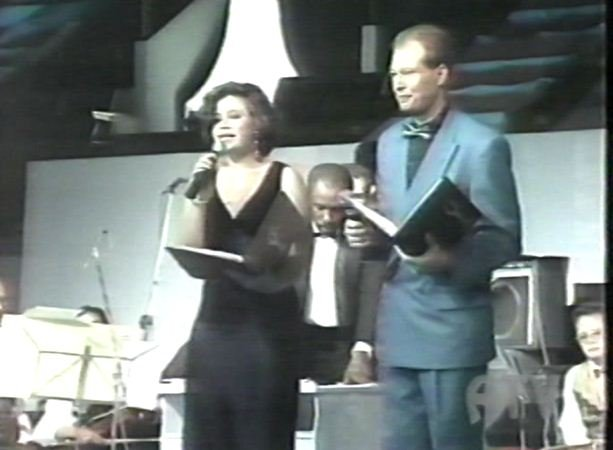
Presentatie van het componistenfestival SuriPop met Henk van Vliet, 1992

In de jaren 1980 en 1990 was ze danseres voor het Nationale Ballet Suriname onder leiding van Ilse-Marie Hajary. In de door Hajari ontwikkelde dogla-stijl vertegenwoordigde ze Suriname met de dansgroep op diverse podia in het buitenland.
Ze werkte bij ATV totdat er een nieuwe politieke wisseling in het bestuur plaatsvond en vervolgde haar carrière met een vaste baan bij ABC Radio. Ze ontwikkelde hier allerlei programma's, waaronder een vakantieprogramma over Suriname. In samenwerking met de Nederlandse omroep Veronica bedacht ze medio jaren 1990 een televisieconcept voor ABC. Hiermee stond ze aan de wieg van ABC-TV op kanaal 4. Ze ontwikkelde programma's als Magazine 4, De Weekkrant, Spel TV, Start & Finish en Switch: programma's die in de jaren 2020 nog steeds worden uitgezonden. Voor ABC was ze een van de vaste radiopresentatoren van de ABC News Show. Ze leidde als eerste programmaleider een groep jonge omroepers op tot tv-presentatoren en programmamakers. Daarnaast had ze haar eigen productiebureau van waaruit ze diverse producties maakte en programma's rondom onder meer de Nationale Kunstbeurs. Voor ABC Radio presenteerde ze ondertussen nieuwsrubrieken, jazzprogramma's en een vrouwenmagazine.
Naast het werk in de omroep regisseerde en presenteerde ze in die periode ook live podiumactiviteiten waaronder het muziekfestival SuriPop en de verkiezingen van Miss Suriname.

### Nederland

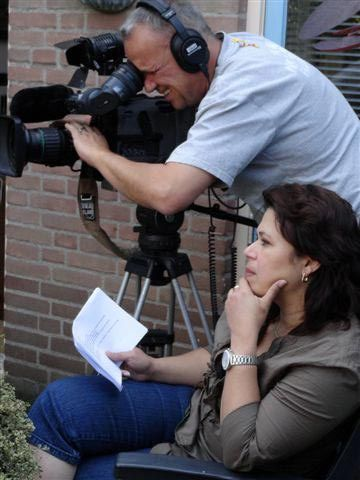
Opname van een documentaire met de jazzfluitlist Ronald Snijders, Omroep West, 2011

In 2002 bracht de liefde haar naar Nederland. Hierdoor kon ze ook toegeven aan haar behoefte om een nieuwe uitdaging in haar carrière aan te gaan. In 2003 ging ze aan het werk als regisseur voor Omroep West. Ze voelde het als een verrijking om te werken met collega's met een andere etnische achtergrond. Ze leerde dat ze iets gemeen hadden en via televisieprogramma's konden werken aan stigma's te doorbreken. Bij Omroep West doet ze als samensteller eindredactie en is nieuwslezer van West Vandaag (voorheen TV West Nieuws), daarvoor was ze verslaggever en vervolgens ook eindredacteur van het multiculturele programma Het Andere Oog (in opdracht van de toenmalige MTNL).
In de zomermaanden maakt zij minidocumentaires en televisieseries, zoals in 2011 een portret van jazzfluitlist Ronald Snijders, en een kookprogramma met bekende Nederlanders uit de regio Zuid-Holland. In 2022 startte zij in een nieuw format van het dagelijkse actualiteitenprogramma bij TV West, West Vandaag.
In 2023 sluit zij zich als mentor aan bij de Nederlandse nieuwe Stichting Stimuleringsfonds Journalistiek Suriname (SSJS). In deze stichting dragen professionals uit de journalistiek door middel van fondsen bij aan de ontwikkeling van de onderzoeksjournalistiek in Suriname. Tijdens vakanties in Suriname is zij op vrijwilligersbasis actief gebleven in het geven van workshops en trainingen aan collega's van de Surinaamse radio en televisie. 
Sinds 2022 zet ze zich via Beeld en Geluid Hilversum in voor bekendheid over videoarchieven en zoektermonologie over Suriname. Ze doet dit d.m.v. discussigroepen leiden en projectbegeleiding op dit gebied.
In 2015 verscheen haar biografie in het eerste deel van Suriname beken(d)t van Raul Neijhorst.